# Дин, Хельга
Хельга Дин (нем. Helga Deen; 6 апреля 1925, Штеттин, Пруссия, — 16 июля 1943, Собибор, Польша) ― немецкая еврейка, получила известность после того как в 2004 году был обнаружен её личный дневник, который она вела в голландском концлагере Герцогенбуш, куда она попала во время Второй мировой войны в возрасте 18 лет.

## Биография

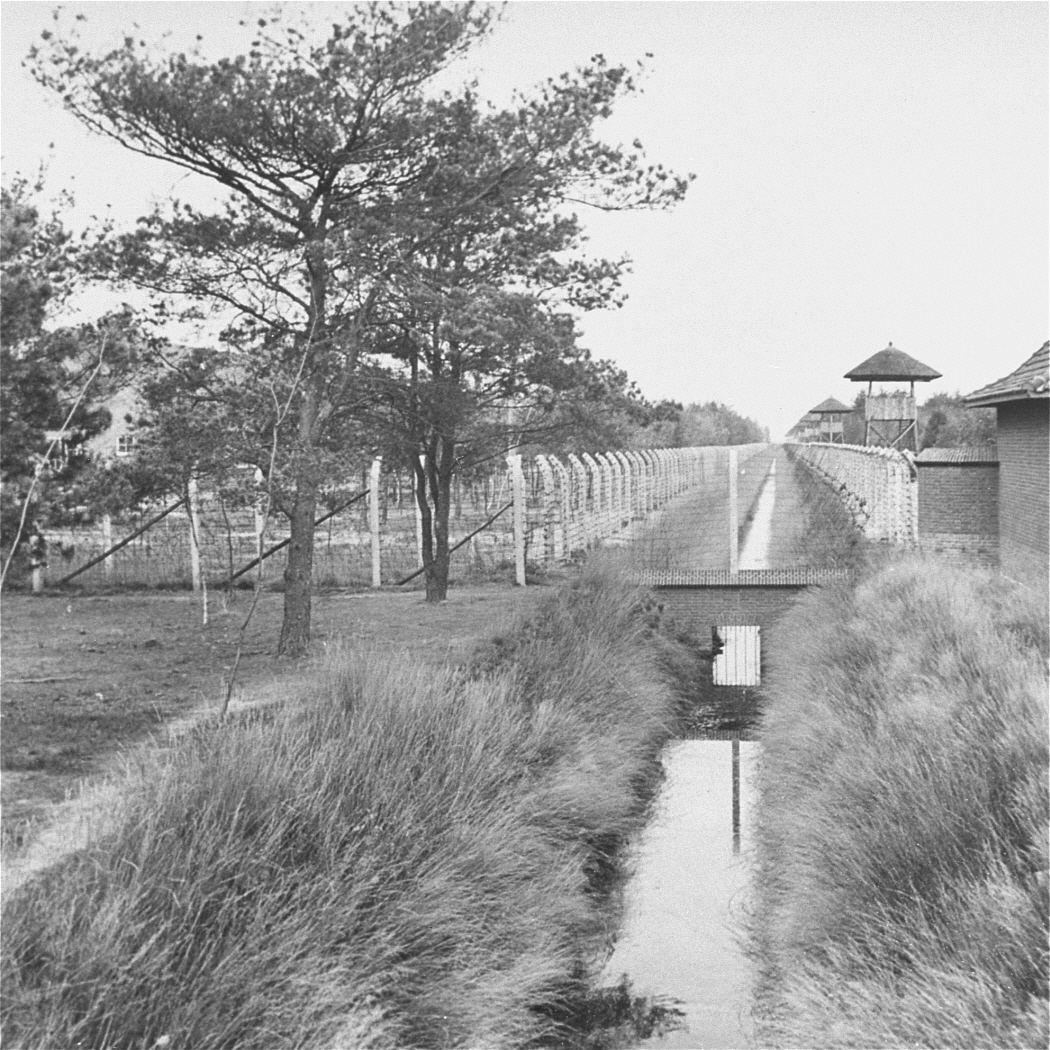
Герцогенбуш в 1945 году

По происхождению Дин на половину голландка, её отец еврей родом из Нидерландов, а мать немка, врач общей практики. Хельга родилась в немецком Штеттине (сейчас на территории Польши). Семья некоторое время жила в Германии, но с усилением преследования евреев отец перевёз семью в Нидерланды. В военное время её мать работала врачом при голландском лагере Герцогенбуш, располагавшемся в городе Вюгт. Несмотря на разрешение на дальнейшую практику для матери, вся семья с Хельгой и младшим братом были арестованы.
В апреле 1943 года находясь в Герцогенбуше она начинает делать записи в школьной тетради, из которой потом сделает дневник. В своих записях она пишет своему молодому человеку Киису ван ден Бергу (Kees van den Berg). «Если моя воля умрёт, я умру тоже», она вызывается работать на электроламповом заводе Philips, чтобы избежать дальнейшей высылки эшелонами в концентрационные лагеря. Но изменить свою участь она не смогла. Последняя запись в дневнике датирована июнем 1943 года: «Надо складываться, сегодня утром видела, как умирает ребёнок, что привело меня в полное смятение. Но всё это ничто по сравнению с предстоящим концом. Сегодня уходит очередной эшелон, и на этот раз наше место там».
5 июня 1943 семья Дин оказалась в лагере смерти Собибор. Там погибли и отец Вилли в возрасте 45 лет, и мама Кети в возрасте 49 лет, и младший пятнадцатилетний брат Клаус. В послевоенное время дневник хранился у Кииса, а после его смерти был передан его сыном в городской архив Тилбурга. Опубликован в 2007 году.
В Собиборе на деньги фонда на тропинке ведущей к газовым камерам установлен мемориальный камень Хельге и её семье.

## Публикации
- Helga Deen: Dit is om nooit meer te vergeten. Dagboek en brieven van Helga Deen 1943, 2007, 159 с, ISBN 978-9050188418